# Urząd centralny
Urząd centralny – termin używany na oznaczenie kierownika organu, urzędu lub jednostki o innej nazwie, podlegającego Radzie Ministrów, Prezesowi Rady Ministrów czy ministrowi i utworzonego na podstawie szczególnej ustawy.
Podstawowym kryterium odróżniającym urzędy centralne od organów naczelnych jest to, że kierownicy (szefowie) tych urzędów centralnych nie wchodzą w skład Rady Ministrów (mimo że ich zakres zadań i kompetencji rozciąga się na terytorium całego państwa), z czego wynika, iż nie posiadają oni niektórych kompetencji przypisywanych przez Konstytucję ministrom (np.: do wydawania rozporządzeń).